# Бялисточек
Бялисточек (пол. Białystoczek) — село в Польщі, у гміні Корицин Сокульського повіту Підляського воєводства.
Населення — 67 осіб (2011).
У 1975-1998 роках село належало до Білостоцького воєводства.

## Демографія
Демографічна структура станом на 31 березня 2011 року:
|          | Загалом | Допрацездатний вік | Працездатний вік | Постпрацездатний вік |
| -------- | ------- | ------------------ | ---------------- | -------------------- |
| Чоловіки | 40      | 9                  | 27               | 4                    |
| Жінки    | 27      | 5                  | 15               | 7                    |
| Разом    | 67      | 14                 | 42               | 11                   |